# Richard Linnehan
Richard Michael Linnehan (Lowell, Massachusetts, 1957. szeptember 19. –) amerikai űrhajós, állatorvos. Egyedülálló. 1980-ban szerzett BSc fokozatú diplomát a New Hampshire-i állami egyetemen, majd 1985-ben doktorált az ohioi állami egyetemen. 1992-ben válogatták be a NASA űrhajós programjába. Az egyéves űrhajós kiképzés után, kutatási, fejlesztési és  előkészítési területen is dolgozott a Space Shuttle-program keretében.

## Repülések
- STS–78 a Columbia űrrepülőgép 20. repülésének küldetésfelelőse. A  mikrogravitációs laboratóriumban 46 kísérletet (10 nemzet és öt űrügynökség programja) vezényeltek le az élet (orvostudomány) és az anyagtudomány kérdéskörében. Az élet kísérletek között a növények, az állatok és emberek mellett az űrrepülés körülményei is szerepeltek. Az anyagok kísérletei között vizsgálták a fehérje kristályosítást, a folyadék dinamikáját és magas hőmérsékleten a többfázisú anyagok megszilárdulását. Első űrszolgálata alatt összesen 16 napot, 21 órát és 48 percet (406 órát)töltött a világűrben. 11 000 000 kilométert (6 800 000 mérföldet) repült, 272 alkalommal kerülte meg a Földet.
- STS–90, a Columbia űrrepülőgép 25. repülésének küldetésfelelőse. A Spacelab mikrogravitációs laboratóriumban hat űrügynökség és hét amerikai kutató intézet által összeállított kutatási, kísérleti és anyagelőállítási küldetését végezték. Kilenc ország 31 programját teljesítették. A legénység 12 órás váltásokban végezte feladatát. Második űrszolgálata alatt összesen 15 napot, 21 órát és 50 percet (382 óra) töltött a világűrben. 10 000 000 kilométert (6 200 000 mérföldet) repült, 256 alkalommal kerülte meg a Földet.
- STS–109, a Columbia űrrepülőgép 27. repülésének küldetésfelelőse. Az űrhajósok a negyedik nagyjavítás alatt, öt űrsétán szereltek fel új berendezéseket a Hubble Space Telescope (HST) Hubble űrtávcső re. Harmadik űrszolgálata alatt összesen 10 napot, 22 órát és 10 percet (262 óra) töltött a világűrben.  6 300 000 kilométert (3 900 000 mérföldet) repült, 165 kerülte meg a Földet.
- STS–123, az Endeavour űrrepülőgép 21. repülésének kutatás specialistája. Első Japán űrhajós, aki az ISS fedélzetén teljesített szolgálatot. A legénység fő feladta, hogy a Nemzetközi Űrállomáson a japán fejlesztésű Kibo kísérleti logisztikai modul első részét (ELM-PS), valamint a kanadai Dextre robotkarnak az űrállomáshoz csatolását biztosítsák. Negyedik űrszolgálata alatt összesen 15 napot, 18 órát és 11 percet (378 óra) töltött a világűrben. Kettő űrséta (kutatás, szerelés) alatt 12 óra 43 percet töltött az ISS fedélzetén kívül. 10 585 900 kilométert (6 577 800 mérföldet) repült, 250 kerülte meg a Földet.